# Ranger 2
Ranger 2 var en obemannad rymdsond från NASA, med uppdrag att fotografera månens yta. Den sköts upp från Cape Canaveral, med en Atlas LV-3 Agena-B, den 18 november 1961. På grund av problem med ett gyroskop i Agena raketsteget, genomfördes aldrig kurs korrigeringen för att lämna omloppsbanan runt jorden. Rymdsonden återinträdde i jordens atmosfär den 20 november 1961.

### Fotnoter
1. ↑  ”NASA Space Science Data Coordinated Archive” (på engelska). NASA. https://nssdc.gsfc.nasa.gov/nmc/spacecraft/display.action?id=1961-021A. Läst 24 mars 2020.